# Miguel Comitre
Miguel Rodrigues Comitre (Poá, 14 de fevereiro de 1939) é um advogado e político brasileiro. Exerceu o cargo de prefeito no município de Poá, na Grande São Paulo por duas vezes. Foi o secretário de Gabinete da Prefeitura de Poá na gestão Marcos Borges (2014-2016).
Durante sua primeira gestão à frente da Prefeitura, Comitre criou a Exposição de Orquídeas e Plantas Ornamentais de Poá, hoje um dos principais eventos culturais da Grande São Paulo.